# سرگئی ماقالایان
سرگئی سرگئی ماقالیان (ارمنی: Սերգեյ Սերգեյի Մաղալյան؛ زادهٔ ۶ اوت ۱۹۴۸ - ۸ ژوئیهٔ ۲۰۱۹) بازیگر اهل ارمنستان بود.

## زندگی‌نامه
وی در ۶ اوت ۱۹۴۸ در تفلیس به دنیا آمد و از آکادمی دولتی هنرهای زیبای ارمنستان فارغ‌التحصیل گشت. وی برنده جوایزی همچون مدال موسس خورناتسی (۲۰۰۳) و هنرمند افتخاری جمهوری ارمنستان (۲۰۰۵) است. وی در ۸ ژوئیهٔ ۲۰۱۹ در سن ۷۰ سالگی در ایروان درگذشت.